# Rolls-Royce Silver Ghost

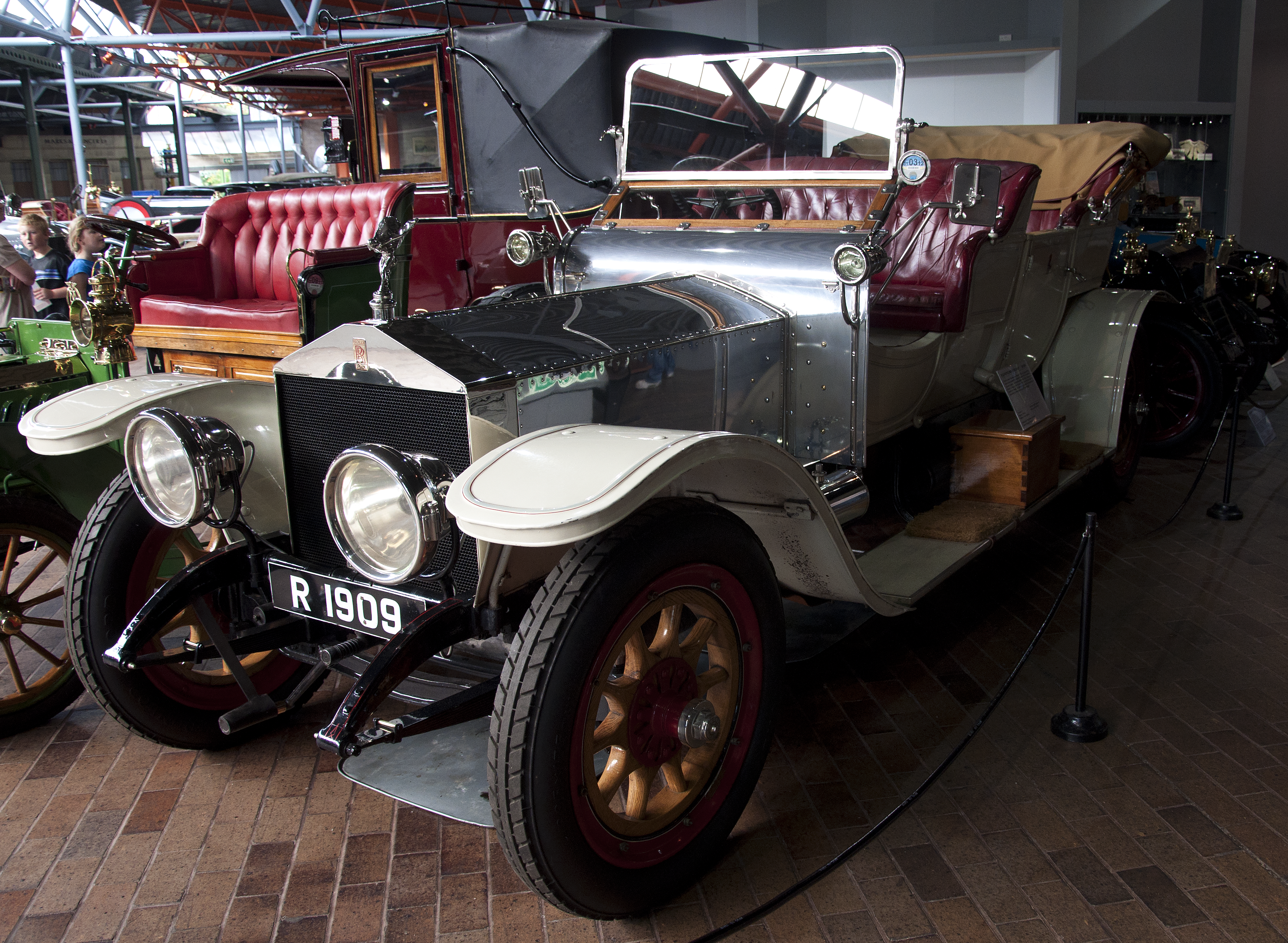
Rolls Royce Silver Ghost uit 1909 in het National Motor Museum

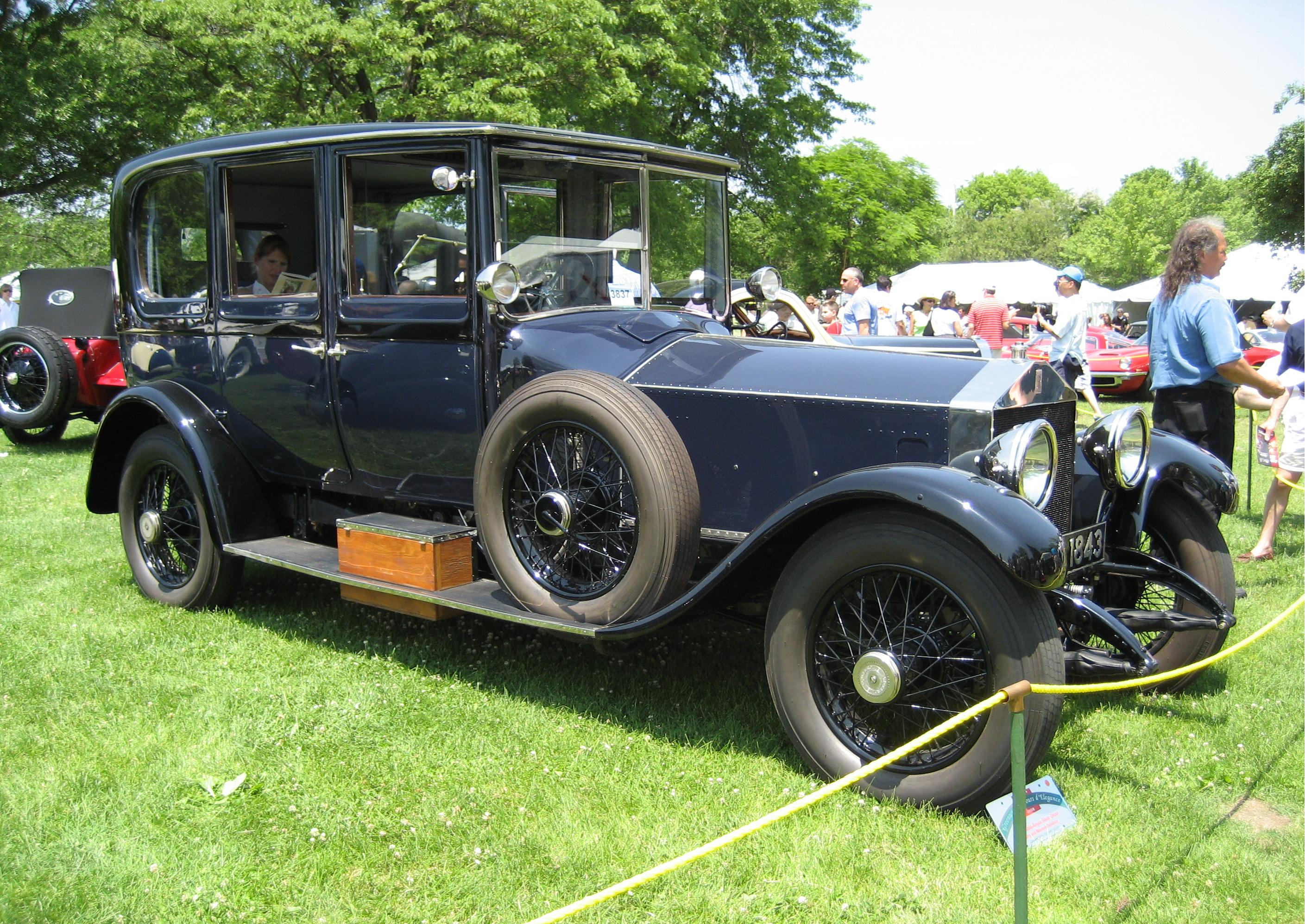
Een Silver Ghost met limousinecarrosserie. De Silver Ghost had twee accu's. Een aan elke zijde op de treeplank.

De Rolls-Royce Silver Ghost werd vanaf 1906 gebouwd. De auto was haar tijd ver vooruit en beschikte over de beste technologie die destijds beschikbaar was. Hij was voor zijn tijd bijzonder betrouwbaar en vergde nauwelijks onderhoud. Al snel kreeg deze auto de reputatie de beste auto ter wereld te zijn. Pas in 1925, na 8416 stuks, werd de productie beëindigd.
Met de naam Silver Ghost werd oorspronkelijk slechts een specifiek exemplaar bedoeld. Pas toen een opvolgend model op de markt kwam werd de naam voor alle exemplaren van dit model gebruikt.

## Geschiedenis
De Silver Ghost heette oorspronkelijk 40/50 HP. In 1906 werden vier chassis gebouwd voor de Olympia autosalon. Het was destijds gebruikelijk dat klanten apart een carrosserie lieten bouwen. Overigens had Rolls-Royce ook zelf een aantal carrosserieën laten maken. Na veel interesse van het publiek en bijbehorende verkoop liet manager Claude Johnson een auto in zilverkleur zetten en een plaatje met Silver Ghost aanbrengen vanwege het zachte (als een geest) motorgeluid. Koetswerkbouwer Barker voorzag het chassis van een cabriolet-koetswerk. De auto was bedoeld voor promotiedoeleinden en de wagen werd klaargestoomd voor de Schotse betrouwbaarheidstesten in 1907. Hiermee wilde men de nieuwe autobouwer bekendheid geven en de betrouwbaarheid van haar producten aantonen. Riskant, gezien de algemene onbetrouwbaarheid van auto's in die tijd. Desondanks presteerde de Rolls-Royce uitmuntend. Zelfs na 11.000 km waren nauwelijks onderhoudskosten gemaakt. Andere testen hielden onder meer een rit van 24.100 km in, waarbij 27 keer heen en weer werd gereden tussen Londen en Glasgow enkel onderbroken door bandenwissels. Nadien bleek bij een controle dat noch de motor, noch de overbrenging, noch de remmen, noch de stuurinrichting tekenen van slijtage vertoonden. Aldus had de Silver Ghost zijn reputatie verkregen.
In 1912 deed James Radley, een Britse vliegenier en coureur, mee een Silver Ghost aan een Oostenrijkse alpine rally. De auto bleek niet geschikt voor de zwaarste beklimming. Een jaar later deed een team met vier Rolls-Royces mee die omgebouwd waren groter vermogen en aangepaste versnelling. De auto's wonnen meerdere prijzen. Vanaf dat moment werden ook Silver Ghost met deze aanpassingen in productie genomen. Deze werden intern de Alpine Eagles genoemd.
Door het succes werden tot 1925 8416 stuks gebouwd. Vanaf 1921 werd hij ook in de Verenigde Staten gemaakt. Nadat het model werd opgevolgd door de Phantom I werd de auto voortaan door de fabrikant Silver Ghost genoemd om verwarring met de Phantom I, ook model 40/50 HP, te vermijden. Daarvoor heette enkel de auto met registratie AX-201, met het plaatje, zo. De naam Silver Ghost werd voor die tijd echter al wel officieus gebruikt.
Tijdens de Eerste Wereldoorlog werd de productie stopgezet. De gebouwde chassis werden door het leger geconfisqueerd. Er werd een gepantserd gevechtsvoertuig ontwikkeld dat op hetzelfde chassis pastte, dit werd de Rolls-Royce Armoured Car. Na de oorlog werd de productie van Silver Ghost weer hervat.
Vele Silver Ghosts zijn nog steeds rijvaardig. De meest waardevolle is de AX-201. Dit was de auto die als 12e geproduceerd was, die als eerste de naam Silver Ghost had gedragen en die al de testritten had gereden. In 1908 werd hij verkocht aan een iemand die er elk jaar mee naar Italië reed voor vakantie. Toen Rolls-Royce hem in 1948 kon recupereren was er al meer dan 800.000 km mee gereden. Sindsdien wordt de auto wereldwijd tentoongesteld. In 1991 werd de auto grondig gerestaureerd. De auto is getaxeerd op 35 miljoen dollar wat het waarschijnlijk de duurste auto ter wereld maakt.

## Motor
De 40/50 HP werd aangedreven door een 48 pk (bij 1200 omwentelingen per minuut) sterke zevenliter zes-in-lijnmotor met twaalf kleppen die was gekoppeld aan een manuele vierversnellingsbak. De topsnelheid van de wagen lag op 80 km/u. Tijdens een testrit tussen Londen en Edinburgh werd een gemiddeld verbruik van 9,68 l per 100 kilometer opgetekend.
In zijn geheel was de 40/50 een uitzonderlijke wagen maar de motor was een echt meesterwerk voor zijn tijd. In vrijloop draaide hij zo zacht dat een muntstuk erop kon balanceren zonder om te vallen. De auto wordt dan ook algemeen gezien als een van de beste die ooit gemaakt is.